# (8275) Inca
(8275) Inca est un astéroïde de la ceinture principale.

## Description
(8275) Inca est un astéroïde de la ceinture principale. Il fut découvert par Eric Walter Elst le 11 novembre 1990 à l'ESO. Il présente une orbite caractérisée par un demi-grand axe de 2,14 UA, une excentricité de 0,094 et une inclinaison de 3,81° par rapport à l'écliptique.
Il fut nommé en hommage à l'empire Inca, qui à l'époque de la conquête espagnole (1531-1539) était hautement civilisé et sophistiqué.

## Compléments